# August Lang (Theologe)
August Lang (* 26. Februar 1867 in Huppichteroth (heute Teil der Gemeinde Nümbrecht, Bergisches Land); † 24. Dezember 1945 in Halle (Saale)) war ein deutscher reformierter Theologe.

## Leben
Aufgewachsen in einer vom bergischen Pietismus geprägten Bauernfamilie, vom Erweckungsprediger und Seelsorger Jakob Gerhard Engels beeinflusst und gefördert, studierte Lang nach dem Besuch des Gymnasiums in Dillenburg ab 1886 Evangelische Theologie in Bonn und Berlin. 1890 erwarb er in Bonn das theologische Lizentiat. Seit 1893 3. Domprediger am Halleschen Dom und Studienleiter am Reformierten Convict, habilitierte er sich 1900 an der Universität Halle. 1907 wurde er zum 2. Domprediger und 1921 zum 1. Domprediger befördert, womit das Amt des Superintendenten des reformierten Kirchenkreises Halle verbunden war. 1943 trat er in den Ruhestand. An der Universität stieg er 1909 zum Titularprofessor und 1918 zum ordentlichen Honorarprofessor auf.
Lang war in zweiter Ehe ab 1904 mit Elisabeth Calaminus verheiratet, der Tochter des Elberfelder Pfarrers Heinrich Calaminus.

## Bedeutung
Lang war sowohl als akademischer Theologe als auch als Kirchenpolitiker von Bedeutung. Als Mitglied im Moderamen des Reformierten Bundes setzte er sich für groß angelegte Feiern zum 400. Geburtstag Johannes Calvins in Deutschland ein. Er hatte gute Kontakte zu reformierten Kirchen in Westeuropa und Nordamerika, die er auch während des Ersten Weltkriegs aufrechterhalten konnte. 1919 wurde er als Nachfolger seines Schwiegervaters Heinrich Calaminus Moderator des Reformierten Bundes. Wegen seiner Weigerung, 1933 eine klare Abgrenzung von den NS-freundlichen Deutschen Christen vorzunehmen, wurde er zum Amtsverzicht gedrängt und verzichtete 1934 auf eine erneute Kandidatur. 
Lang war auch in der frühen ökumenischen Bewegung aktiv, insbesondere in der Bewegung für Glauben und Kirchenverfassung (als Mitglied im Fortsetzungsausschuss seit 1920) und im Weltbund für Freundschaftsarbeit der Kirchen.
Mit zahlreichen Veröffentlichungen, insbesondere zu Calvin, Bucer und dem Heidelberger Katechismus, trug Lang zur Erforschung des reformierten Protestantismus bei. Seine These, dass über Martin Bucer und den Puritanismus eine Linie zum lutherischen Pietismus führe, wurde häufig aufgegriffen, in der Gegenwart aber meist bestritten.

## Auszeichnungen
Lang wurde von mehreren Universitäten, u. a. Genf, Debrecen und Sárospatak, mit Ehrendoktorwürden ausgezeichnet.

## Schriften (Auswahl)
- Die Bekehrung Johannes Calvins. Leipzig 1897 (Neudruck Scientia, Aalen 1972).
- Der Evangelienkommentar Martin Butzers und die Grundzüge seiner Theologie. Leipzig 1900 (Neudruck Scientia, Aalen 1972).
- Der Heidelberger Katechismus und vier verwandte Katechismen. Deichert, Leipzig 1900 (Neudruck Wissenschaftliche Buchgesellschaft, Darmstadt 1967).
- Johannes Calvin. Ein Lebensbild zu seinem 400. Geburtstag am 10. Juli 1909. Verein für Reformationsgeschichte, Leipzig 1909.
- Der Heidelberger Katechismus. Verein für Reformationsgeschichte, Leipzig 1913.
- Zwingli und Calvin. Velhagen & Klasing, Bielefeld/Leipzig 1913.
- Bekenntnis und Katechismus in der englischen Kirche unter Heinrich VIII. Bertelsmann, Gütersloh 1917.
- Reformation und Gegenwart. Gesammelte Aufsätze. Meyer, Detmold 1918.
- Puritanismus und Pietismus. Neukirchen 1941 (Neudruck Wissenschaftliche Buchgesellschaft, Darmstadt 1972).
- „Herr, weise mir deinen Weg“. Lebenserinnerungen (= Emder Beiträge zum reformierten Protestantismus Bd. 12). Herausgegeben von Jürgen Reuter. Foedus, Wuppertal 2010. ISBN 3-938180-21-8.